# Hagop Ayvaz
Hagop Ayvaz (armenisch Հակոբ Այվազ, geb. 2. April 1911 in Istanbul; gest. 29. September 2006 ebenda) war ein türkisch-armenischer (Türkiye Ermenisi) Theaterkünstler, Schriftsteller und Verleger. Er veröffentlichte 50 Jahre lang (1946–1996) ununterbrochen „Kulis“, die erste armenische Theaterzeitschrift in der Türkei.

## Leben
Er wurde 1911 im Istanbuler Stadtteil Yenikapı als einziges Kind seiner Familie geboren. Er verlor seinen Vater, als er 8 Jahre alt war. Er besuchte die armenische Levon-Vartuhyan-Schule in Topkapı und die armenische Esayan-Schule in Taksim.
Nach dem Abitur arbeitete er als Lehrling bei seinem Stiefvater, einem Schuhmacher, im Çatal Han in Beyazıt. Durch Harutyun Samurkaş, der in diesem Gasthaus als Schuhmacher arbeitete, lernte er den Theaterschauspieler Krikor Hakobyan in seiner Inszenierung „Arevelyan Taderakhump“ (Osttheater) kennen.
Im Jahr 1929, im Alter von 18 Jahren, trat er zum ersten Mal als Statist in der Operette „Die Müllerstochter“ („Değirmencinin Kızı“) auf. Danach übernahm er kleinere Rollen in verschiedenen Stücken, meist als „Diener“ und „Polizist“. Im Sommer trat er mit verschiedenen Ensembles im Garten von Hafız Ahmed in Büyükdere, im Garten von Altın Tepe in Talimhane, im Yenişehir Kuşdili Theater und im Beyleroğlu-Garten in Üsküdar auf; im Winter in geschlossenen Sälen wie dem Beyoğlu Ses Theater (Beyoğlu Ses Tiyatrosu), dem Şehzadebaşı Millet Theater und dem Pangaltı İnci Theater. Nach der Rolle des „Liebhabers“ in dem Stück „Der schwarze Mühlenmord“ (Kara Değirmen Cinayeti) spielte er im Allgemeinen „Liebhaber“-Rollen. Etwa ein Jahr lang war er Mitglied der Theatergruppe von Savarş Boğos Karakaş, bis er 1935 zum Militär ging. Nach Beendigung seines Militärdienstes in Afyon (Afyonkarahisar) widmete er sich wieder seiner Theaterkarriere.
1935 lernte er durch Ara Aginyan die Zeitung Jamanak kennen und begann, Theaterkritiken zu schreiben. Er schrieb zehn Jahre lang, bis 1945, für Jamanak.
Als das Verbot des armenischen Theaters 1946 aufgehoben wurde und armenische Theatergruppen entstanden, gründete er das Magazin Kulis, eine armenische Theaterzeitschrift, und veröffentlichte sie 50 Jahre lang ununterbrochen bis 1996. Er machte das alle 15 Tage erscheinende Magazin zu einer Publikation, die in vielen Ländern, von Syrien bis in die USA, vom Iran bis nach Ägypten, Beachtung fand. Ende der 1950er Jahre wurde das Magazin vorübergehend auch auf Türkisch veröffentlicht. 1990 überließ er die Leitung des Magazins seinem Sohn. Er stellte das Magazin 1996 ein.
1950 trat er in mehreren Stücken auf der Bühne der Absolventenvereinigung der Esayan-Schule (Esayan Okulundan Yetişenler Derneği) auf. Von diesem Zeitpunkt an engagierte er sich in der armenischen Presse Istanbuls. 1997 wurde ihm vom türkischen Schriftstellerverband (Türkiye Yazarlar Birliği) die Medaille „Für seine Verdienste um die Presse“ (Basına Hizmet) verliehen.
Nach der Gründung der Zeitung Agos im Jahr 1996 schrieb er für die türkische und armenische Seite der Zeitung Artikel mit den Titeln „Meine Erinnerungen“ (Hatırladıklarım), „Meine Etappengefährten“ (Sahne Arkadaşlarım) und „Lutsika Dudu“. Seine Lutsika-Dudu-Artikel wurden als Buch bei Aras Publishing (Aras Yayıncılık) veröffentlicht.

## Persönliches
Agop Ayvaz, der 1937 Arşaluys Balayan heiratete, hatte aus dieser Ehe zwei Kinder und vier Enkelkinder.
Ayvaz kümmerte sich ehrenamtlich um die Gräber von Menschen, die sich um das türkische Theater verdient gemacht hatten, kümmerte sich um die Gräber vieler Theaterleute von Haldun Taner bis Neyyire Neyir und besuchte sie häufig. Bei der Zeremonie des „Theater-Preis 2004“ („Tiyatro Ödülleri 2004“), die 2004 vom „Theatre Theatre Magazine“ („Tiyatro Tiyatro Dergisi“) organisiert wurde, erhielt er eine Anerkennungsplakette. Im Oktober 2005 verlieh die „Theatre Critics Association“ (Tiyatro Eleştirmenler Birliği) Ayvaz einen Ehrenpreis.

## Tod
Er starb am 29. September 2006 im Alter von 95 Jahren. Nach der Zeremonie in der armenischen Kirche Surp Vartanats Kilisesi (Սուրբ Վարդանանց Եկեղեցի) wurde er in einem Grabmal in Form einer Theaterbühne auf dem armenischen Friedhof von Şişli (Şişli Ermeni Mezarlığı, Շիշլիի Գերեզմանատուն) beigesetzt. Nach seinem Tod wurden seine Tagebücher und Archive der Zeitung Agos übergeben.
Basierend auf den Archiven von Agop Ayvaz, die eine Fülle von Originalinhalten zu Schauspielern, Gruppen und Theateraufführungsorten im osmanischen und türkischen Theater enthalten, fand am 15. Dezember 2020 im Yapı Kredi Culture and Arts die Ausstellung „Backstage: A Theater Memory, Agop Ayvaz“ („Kulis: Bir Tiyatro Belleği, Hagop Ayvaz“) statt.